# Nikt, tylko ty (utwór)
Nikt, tylko Ty – polska wersja językowa amerykańskiego utworu „Just One More Chance” z repertuaru Binga Crosby’ego z 1931 roku.
Muzykę do oryginalnej wersji piosenki skomponował Arthur Johnston, natomiast polskie słowa napisał Marian Hemar. Polską wersję utworu po raz pierwszy wykonała Zofia Terné. Nagrała go też w 1959 roku Mira Zimińska-Sygietyńska, a później w swoim repertuarze miały go także m.in. Hanna Banaszak oraz Anna Jantar.